# 강인욱
강인욱(1995년 8월 23일 ~ )은 대한민국의 해커, 기업인이다. 2013년 서울 선린인터넷고등학교를 졸업하였고, 세종대학교 컴퓨터공학과를 졸업했다. 
현재 화이트 해커 그룹 코드레드의 팀장이며, IT 기업 블록스텔라 대표이사(CEO)이다.

## 상세
15살 중학교 3학년이었던 당시 충남대학교, 홍익대학교 해킹대회에서 입상을 하기 시작하며 해커로서의 자질을 나타내기 시작했다. 선린인터넷고등학교에 진학 후 '중/고교생 청소년 해킹방어대회'와 'CODEGATE 코드게이트 방어기술콘테스트'에서 우승을 차지하였다. 그리고 2013년 화이트해커 그룹 코드레드(CodeRed)를 창설하였다.
고등학교 졸업 이후 세종대학교 컴퓨터 공학과로 진학하여 국제 해킹방어대회에 참가하기 시작했고 2014년에 'SECUINSIDE 국제해킹방어대회'에서 준우승, '한국인터넷진흥원 KISA HDCON 2014 해킹방어대회' 우승을 하였다.
2019년 일본 도쿄 SECCON 국제해킹방어대회 준우승, 2020년 한국 국정원 사이버공격방어대회 우승, 2021년 중국 베이징 리얼 월드(Real World) CTF에서 우승을 했다.